# Crispy Jones
Crispy Jones ist eine seit 2009 bestehende Band aus Nürnberg. Zu Beginn war der Sound eine Mischung aus Rock ’n’ Roll, Ska, Country und Punkrock mit Kontrabass. Mittlerweile ist die Ukulele als weiterer Bestandteil des Bandsounds dazu gekommen.

## Bandgeschichte
Ihr Debütalbum New Day erschien am 1. Februar 2010. Die Single Two (20. Juli 2010) erschien digital als Download. Crispy Jones war bereits mehrmals auf dem Musiksampler im Psychomania Magazin, sowie im Dynamite!-Magazin (Huber Verlag) vertreten. Außerdem wurden Stücke von Crispy Jones immer wieder in Videos, z. B. von DaWanda oder Titus, verwendet. 2012 veröffentlichte sie die Single King of Queens beim Label Part Records.
Sie spielte bereits im Hirsch in Nürnberg als Support der Surf-PulpFiction-Legende Dick Dale, mit Boppin’B im Live-Club Bamberg oder im L.A. in Cham. Weitere Bands, die mit Crispy Jones die Bühne teilten, sind The Surf Rats, The Peacocks, Civet, Bloodsucking Zombies und Hugh Cornwell (Ex-Stranglers).
Außerdem spielte sie MUZ-Club, Z-Bau Nürnberg, Kunstrasenfestival, Wilderer 4,9, die Scheune in Erlangen, Kofferfabrik, das Weinfest und den Gelben Löwen in Fürth, Eltmann, Neubrunn, die Stadtziegelei Ansbach, das Oldietown Festival in Wolframs-Eschenbach, bei Adam in Coburg, das Sound'n'Arts in Bamberg, den Torwart und das JUZ in Weißenburg, das Tschabos in Pattendorf und viele mehr.
2011 veröffentlichte Christian Prauschke unter dem Namen The Long Story Short einige Lieder. Aktuell werden aber alle musikalischen „Projekte“ unter dem Namen Crispy Jones geführt.
Mittlerweile spielt Christian Prauschke meist als One-Man-Band mit Fußschlagzeug, Banjolele/Ukulele, Tamburin, Kazoo und Mundharmonika. Gelegentlich ist er aber auch als Crispy-Jones-Superband mit diversen Musikern (u. a. Hannes Strauß am Stehschlagzeug) zu sehen.
2012 war in der RTL II Sendung Mein neuer Alter zu sehen und zu hören (Folge 11 - Die Streits brauchen neun Sitze).
Seit 2018 produziert er mit Peter Pathos unter dem Namen Frisbi Jones Musik für Kinder. Hier wurden bereits Kollaborationen mit Donikkl, Geraldino und anderen veröffentlicht.
2021 erschien das Album 12 beim Düsseldorfer Label Wolverine Records als CD und Download.
Im November des gleichen Jahres erschien das Album PUNKROCK HAWAII, ebenfalls auf Wolverine Records. Dort sind Songs mit Clara, den Pukes, Cati Koch und anderen zu hören. Eigene Songs, wie auch Songs der Ramones, in Akustik-Punkrock-Versionen.
Die 2023 erschienene Single „CRISPY BOP“ wurde über 15.000x alleine bei Spotify gestreamt und ist neben dem Cover des King of Queens-Titelsongs (damals noch auf Part Records) der digital erfolgreichste Song der Band!

## Diskografie
- 2009: Grindhouse (Split-Album mit Die Neurotics)
- 2010: New Day (Album)
- 2010: Two (Download-Single)
- 2012: King of Queens (Download-Single)
- 2020: Blitzkrierg Bop (Download-Single)
- 2021: 12 (Album und Download-Album), Punkrock-Hawaii (Album und Download-Album)
- 2023: Crispy Bop, Aint't Got No Home (Woody Guthrie Cover), Mountain Top, No More Glow (alles Download-Singles)
- Beiträge auf Samplern im Psychomania Magazin und Dynamite!-Magazin